# Ecaterina Teodoroiu

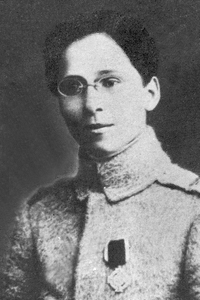
Ecaterina Teodoroiu (1917)

Ecaterina Teodoroiu oder Cătălina Toderoiu (* 15. Januar 1894 in Vădeni, Königreich Rumänien; † 3. September 1917 in der Nähe von Panciu) war eine rumänische Soldatin und Nationalheldin.

## Leben

### Herkunft
Teodoroiu wurde in dem Dorf Vădeni (heute Teil von Târgu Jiu) in der Kleinen Walachei geboren. Ihre Eltern, Elena und Vasile Toderoiu, waren beide Bauern. Sie hatte fünf Brüder (Nicolae, Eftimie, Andrei, Ion und Vasile) und zwei Schwestern (Elisabeta und Sabin). Teodoroiu besuchte zunächst für vier Jahre die Rumänisch-deutsche Grundschule in Vădeni und Târgu Jiu, bevor sie auf die Mädchenschule nach Bukarest wechselte. Dort schloss sie sich der ersten rumänischen weiblichen Pfadfindergruppe an. Nach ihrer Rückkehr nach Hause wurde sie in einer anderen Pfadfindergruppe aktiv. Noch bevor sie mit der Vorbereitung auf ein Lehrzertifikat beginnen konnte, trat das Königreich Rumänien im August 1916 auf Seiten der Alliierten dem Ersten Weltkrieg bei.

### Karriere im Militär
Teodoroiu arbeitete zunächst als Krankenschwester, als sie sich am 27. Oktober 1916 Zivilisten und Reservesoldaten anschloss, die an der Brücke über den Fluss Jiu bei Târgu Jiu versuchten, den Vorstoß einer bayerischen Kompanie der 9. Armee des Deutschen Kaiserreichs zurückzudrängen. Von ihrem Mut beeindruckt, lud die königliche Familie sie am 6. November nach Bukarest ein.
Am 13. November kam Teodoroiu an die Front, um ihren Bruder Nicolae zu besuchen, einen Unteroffizier im 18. Infanterieregiment. Wenige Zeit später, am 14. November, wurde Nicolae im Kampf nahe Porceni (Kreis Gorj) von einer Artilleriegranate getötet. Um den Tod ihres Bruders zu rächen, bat Teodoroiu den Oberst Obogeanu, sich als Freiwillige dem 18. Infanterieregiment anschließen zu dürfen. Um ihre vom Feind umzingelte Kompanie vor der Gefangennahme zu retten, verkündete sie auf Deutsch die Kapitulation des Regiments, begann dann zu schießen, tötete mehrere Deutsche und ermöglichte es dem Großteil ihrer Kompanie zu fliehen.
Teodoroiu wurde während Kämpfen in der Nacht vom 16./17. November 1916 gefangen genommen. Sie konnte jedoch mit nur leichten Verletzungen fliehen, indem sie den deutschen Soldaten, der sie bewachte, mit einer Waffe tötete, die sie in ihrer Uniform versteckt hatte. Die Deutschen schossen in der Dunkelheit auf die fliehenden Rumänen und verletzten Teodoroiu am rechten Bein. Dennoch gelang ihr die Rückkehr zu ihrer Kompanie am gleichen Abend. Während ihrer Flucht tötete sie mindestens zwei Deutsche.
Am 19. November war Teodoroiu in Scharmützel nahe Bărbătești und Țânțăreni verwickelt. Später am gleichen Tag erreichten die Deutschen die Stadt Filiași. Als sie am selben Tag in der Nähe von Filiași kämpfte, wurde sie durch eine Mörsergranate an beiden Beinen verletzt, nach Craiova, dann nach Bukarest evakuiert und später im König-Ferdinand-Militärkrankenhaus in Iași stationär behandelt. Sie erholte sich innerhalb weniger Monate von ihren Wunden und wurde am 5. Februar 1917 aus dem Krankenhaus entlassen. 
Während ihrer Zeit im Krankenhaus traf sie den Unterleutnant Gheorghe Mănoiu, den Bruder einer früheren Schulfreundin. Bei ihrer Entlassung bat sie darum, als freiwillige Krankenschwester in sein Infanterieregiment 43/59 einzutreten.
Für ihren Mut wurde Teodoroiu am 10. März 1917 mit der Militär-Tapferkeitsmedaille, II. Klasse, ausgezeichnet. Am 17. März 1917 wurde ihr die Militär-Tapferkeitsmedaille, I. Klasse, verliehen, zudem wurde sie von König Ferdinand zum Unterleutnant ehrenhalber ernannt und erhielt das Kommando über einen 25 Mann starken Zug in der 7. Kompanie (Infanterieregiment 43/59, 11. Division), die von Oberleutnant Gheorghe Mănoiu befehligt wurde. Damit wurde sie der erste weibliche Offizier der rumänischen Armee.
Ab dem 8. Mai 1917 war das Regiment in Codăești, Kreis Vaslui, einquartiert. Am 17. August bereitete sich das Regiment 43/59, das zur Reserve der 1. Armee unter General Eremia Grigorescu gehörte, auf die bevorstehende Offensive vor. Am 18. August verließ das Regiment Vaslui in Richtung Tecuci, überquerte den Sereth und lagerte im Wald von Malta Seacă in der Nähe der Frontlinie.
Am 30. August bat der Kommandeur der 11. Division, General Ernest Broșteanu, das Regiment, im mobilen Lazarett hinter der Front zu bleiben, doch Teodoroiu lehnte dies entschieden ab und bat darum, ihren Zug in der bevorstehenden Schlacht unterstützen zu dürfen. Am 2. September verschanzte sich das Regiment 43/59 auf dem Secului-Hügel in der Gegend von Muncelu-Varnița.
Am 3. September 1917 wurden die rumänischen Linien vom deutschen 40. Reserveregiment der 115. Infanteriedivision angegriffen. Beim Gegenangriff ihres Zuges wurde sie von Maschinengewehrfeuer in die Brust (nach einigen Berichten) oder in den Kopf (nach anderen Berichten) getroffen. Laut dem Generalbefehl Nr. 1, der am nächsten Tag von Oberst Constantin Pomponiu, dem Kommandeur des Regiments 43/59, herausgegeben wurde, waren ihre letzten Worte, bevor sie vom Maschinengewehrfeuer getroffen wurde und kurz darauf starb: „Vorwärts, Männer, gebt nicht auf, ich bin noch bei euch!“

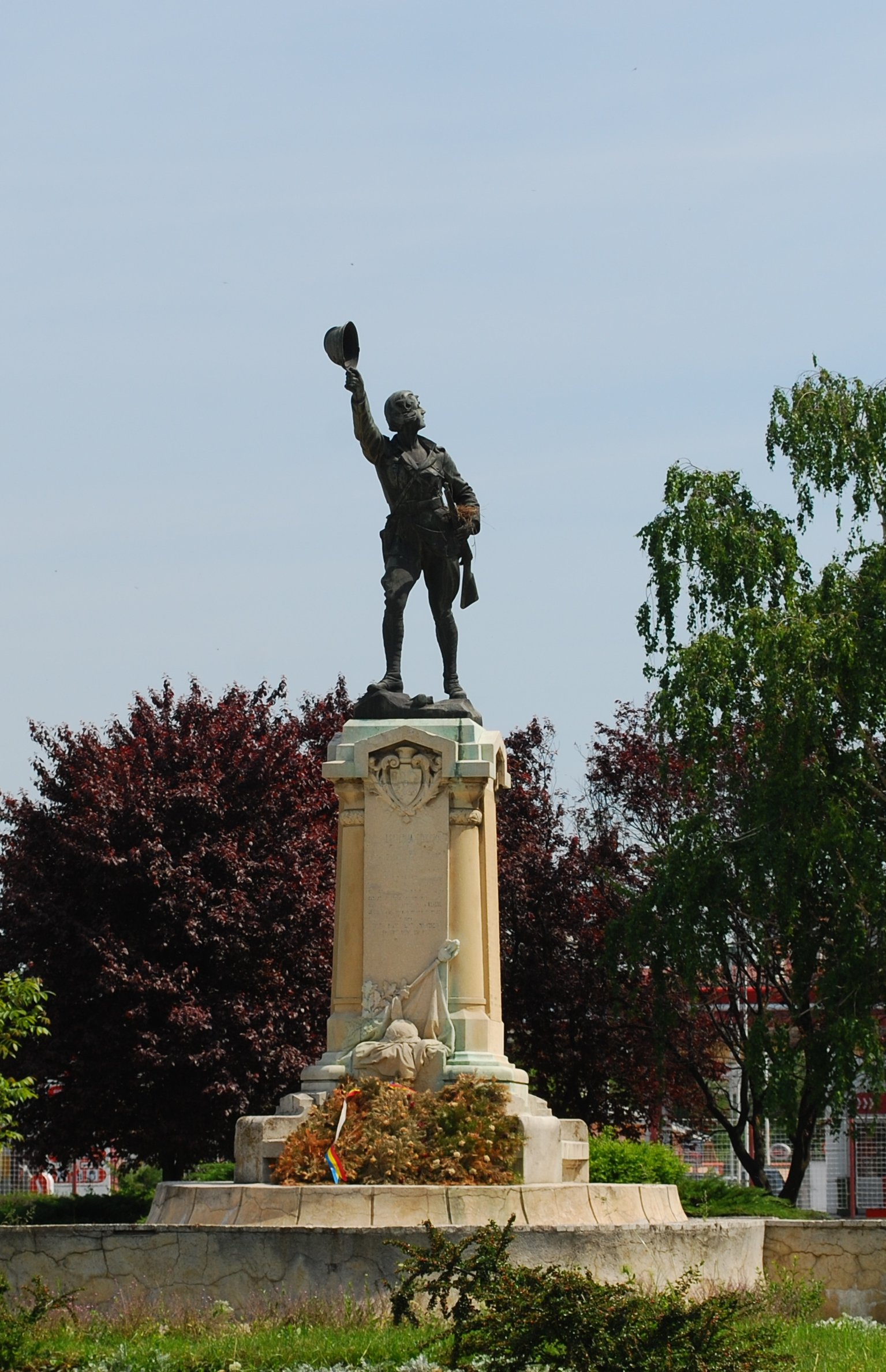
Denkmal in Slatina

## Nachleben
Nach dem Krieg wurde Ecaterina Teodoroiu sehr schnell in den Status einer Heldin des rumänischen Volkes erhoben. Schon der französische General Henri Berthelot, der zum Zeitpunkt ihres Todes die französische Militärmission in Rumänien leitete, nannte sie die „Jeanne d’Arc Rumäniens“. Noch heute wird sie für ihren herausragenden Mut, Patriotismus und Selbstaufopferung verehrt. Der rumänische Historiker Dan Falcan charakterisiert das verbreitete Bild der Kriegsheldin als eine Mischung „aus Jeanne d’Arc und Florence Nightingale“.
Teodoroiu wurde zunächst nahe der Front in Fitioneşti beigesetzt, im Juni 1921 wurden ihre sterblichen Überreste schließlich in eine Krypta im Stadtzentrum von Târgu Jiu überführt. Ihr Grab wird durch ein Denkmal geschmückt, das 1936 von Milița Petrașcu errichtet wurde.
Im Jahr 1921 wurde dem Regiment 43/59 der Infanterie der Ehrentitel „Ecaterina Teodoroiu“ verliehen. 1937 erhielt das Mädchengymnasium in Târgu-Jiu per königlichem Erlass ihren Namen (heute das Nationale Kolleg „Ecaterina Teodoroiu“). Im Jahr 1938 wurde ihr Geburtshaus zu einer Gedenkstätte.
Denkmäler wurden ihr zu Ehren in folgenden Städten errichtet: Slatina (1925), Brăila (1928), Târgu Jiu (1936 und 1979), Azuga (1937) und Muncelu (1972).
Außerdem handeln die folgenden Filme von ihrem Leben:
- Ecaterina Teodoroiu (1921)[17]
- Ecaterina Teodoroiu (1930)[18]
- Ecaterina Teodoroiu (1978)[19]
- Triunghiul morții (1999)[20]

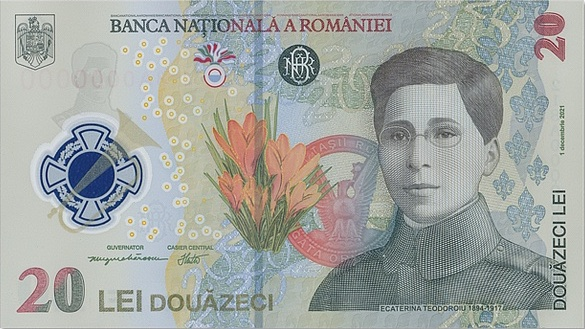
Rumänische 20 Lei Banknote mit dem Bildnis Teodoroius

Am 31. Juli 2019 gab die Rumänische Nationalbank bekannt, dass sie 2020 einen 20-Lei-Geldschein herausgeben werde, der das Bildnis Ecaterina Teodoroius tragen werde. Aufgrund der COVID-19-Pandemie verschob sich die Herausgabe des Scheins auf den 1. Dezember 2021. Sie war die erste rumänische Banknote als gesetzliches Zahlungsmittel, auf der eine weibliche Persönlichkeit abgebildet war.